# ヌナブト準州の旗

ヌナブト準州の旗

ヌナブト準州の旗（Flag of Nunavut）は、1999年4月1日に制定された、カナダ・ヌナブト準州の準州旗である。
デザインは先住民族であるイヌイットの道標である赤いイヌクシュクが中心。右側の青い星は、社会のリーダーである長老を象徴する北極星を示す。色は国土（黄色）、海と空（青）の豊かさを表している。赤はカナダとの繋がりを示している。